# نزلة السعادنة
قرية نزلة السعادنة هي إحدى القرى التابعة لمركز بني سويف في محافظة بني سويف في جمهورية مصر العربية. حسب إحصاءات سنة 2006، بلغ إجمالي السكان في نزلة السعادنة 4066 نسمة، منهم 2078 رجل و1988 امرأة.